# Altötting járás
Altötting járás egy járás Bajorországban. Altötting járás Traunstein, Mühldorf am Inn, Rottal-Inn, Braunau am Inn-i, Eggenfelden, Pfarrkirchen és Laufen járásokkal határos. Lakosainak száma 109 422 fő (2016. december 31.).

## Közigazgatás
| (Zárójelben a népesség szerepel: fő 2020-ban) | Városok (Stadt) 1. Altötting (12.977) 2. Burghausen (18.795) 3. Neuötting (8852) 4. Töging a.Inn (9249) Mezővárosok (Markt) 1. Marktl (2790) 2. Tüßling (3309) Községek (Gemeinde) 1. Burgkirchen a.d.Alz (10.594) 2. Emmerting (4154) 3. Erlbach (1196) 4. Feichten a.d.Alz (1251) 5. Garching a.d.Alz (8708) 6. Haiming (2506) 7. Halsbach (1046) 8. Kastl (2820) 9. Kirchweidach (2619) 10. Mehring (2435) 11. Perach (1289) 12. Pleiskirchen (2451) 13. Reischach (2636) 14. Stammham (1056) 15. Teising (1848) 16. Tyrlaching (1040) 17. Unterneukirchen (3296) 18. Winhöring (4737) Községtársulások (Verwaltungsgemeinschaften) 1. Emmerting (Emmerting és Mehring, 6611) 2. Kirchweidach (Feichten a.d.Alz, Halsbach, Kirchweidach és Tyrlaching, 5504) 3. Marktl (Marktl és Stammham, 3694) 4. Reischach (Erlbach, Perach és Reischach, 4946) 5. Unterneukirchen (Kastl és Unterneukirchen, 5797) |

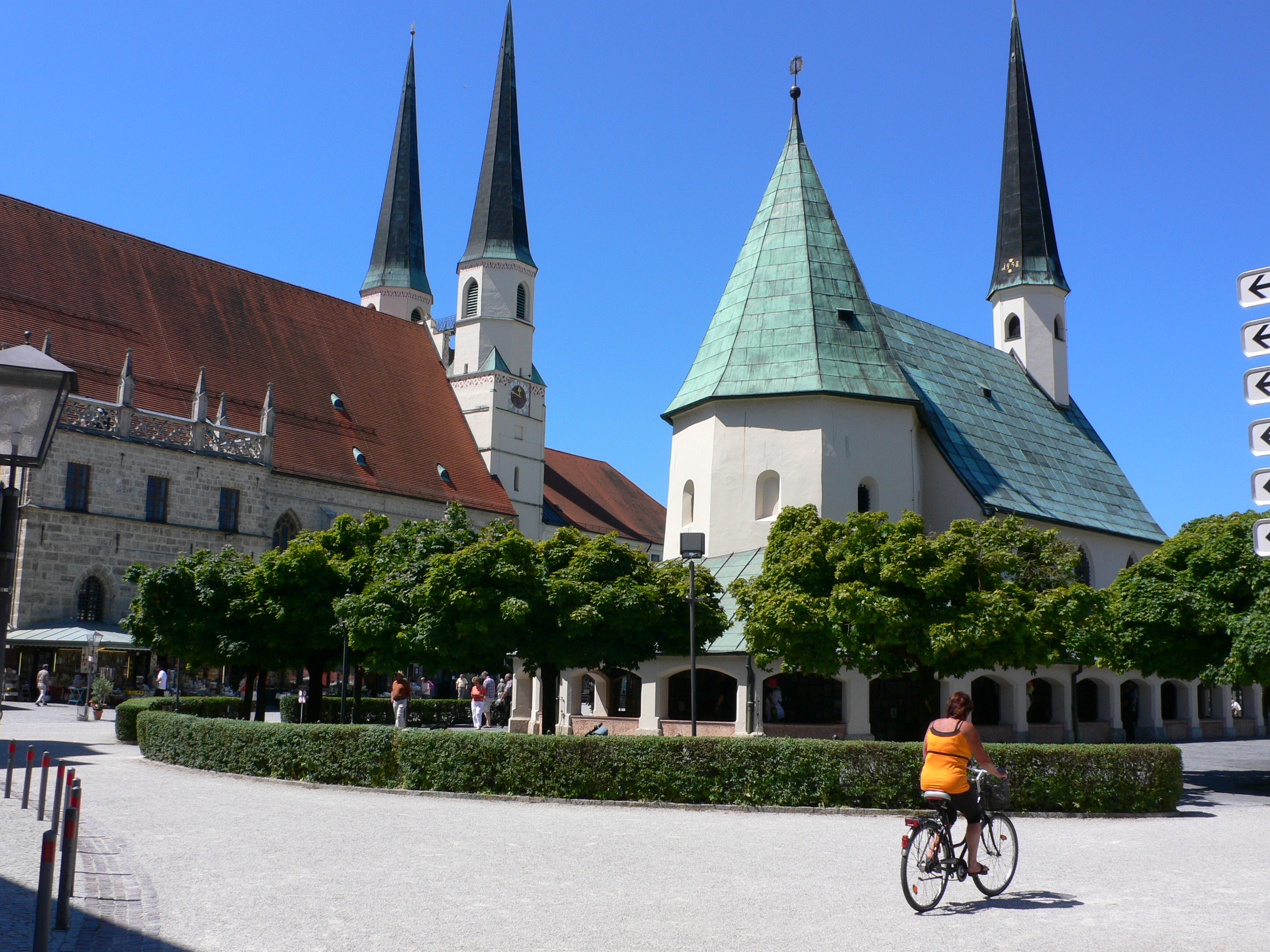
Altötting
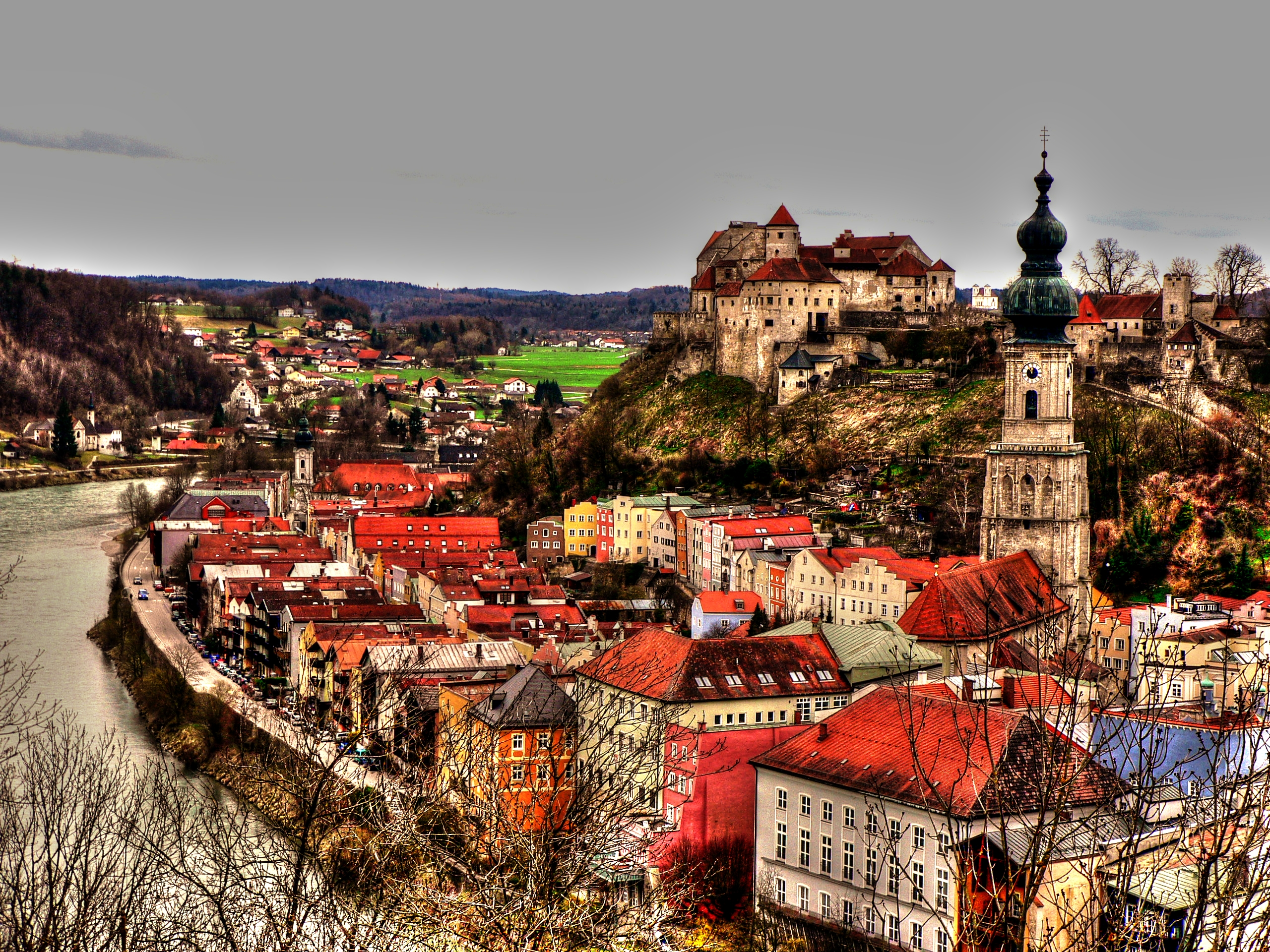
Burghausen
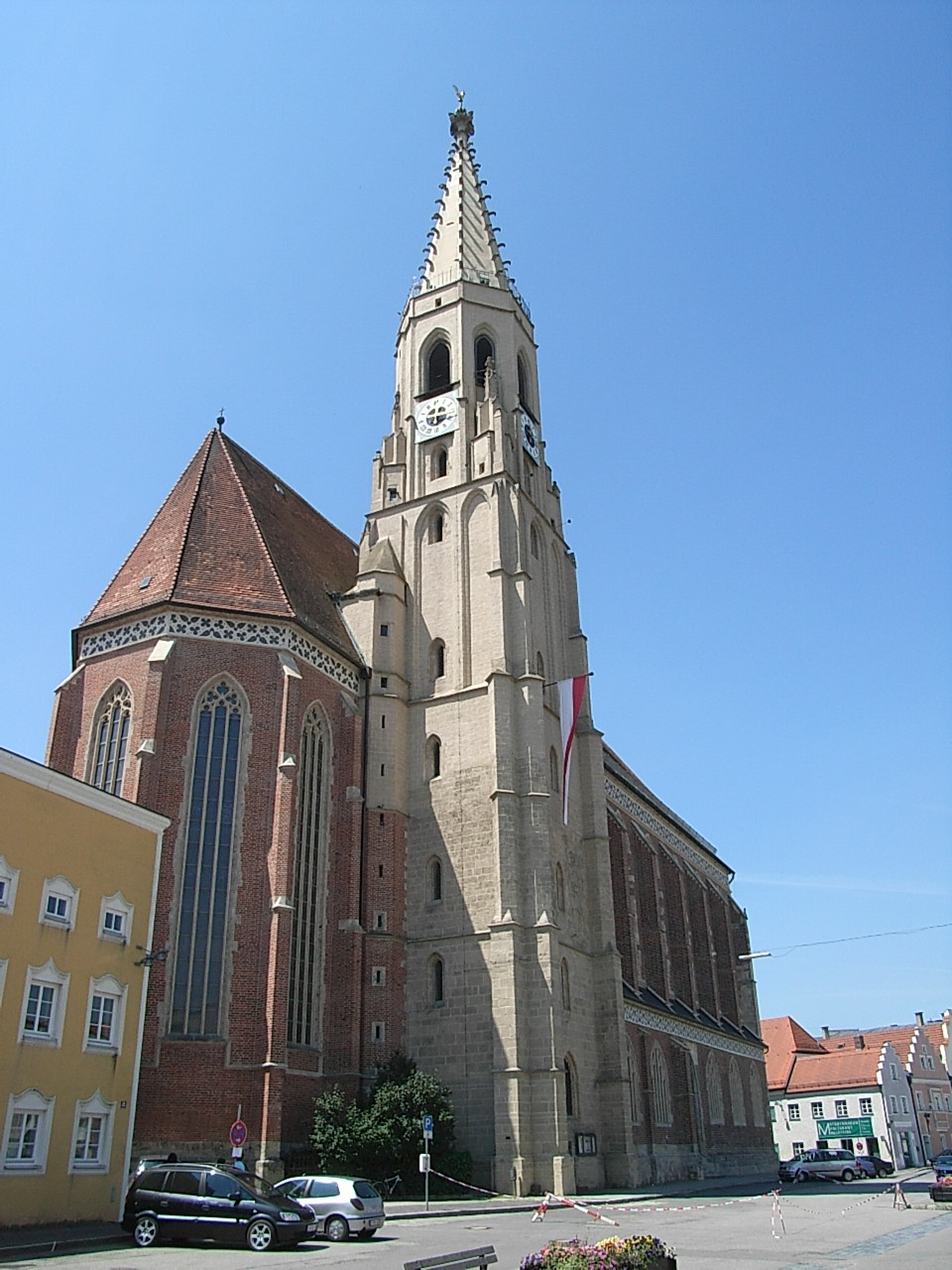
Neuötting
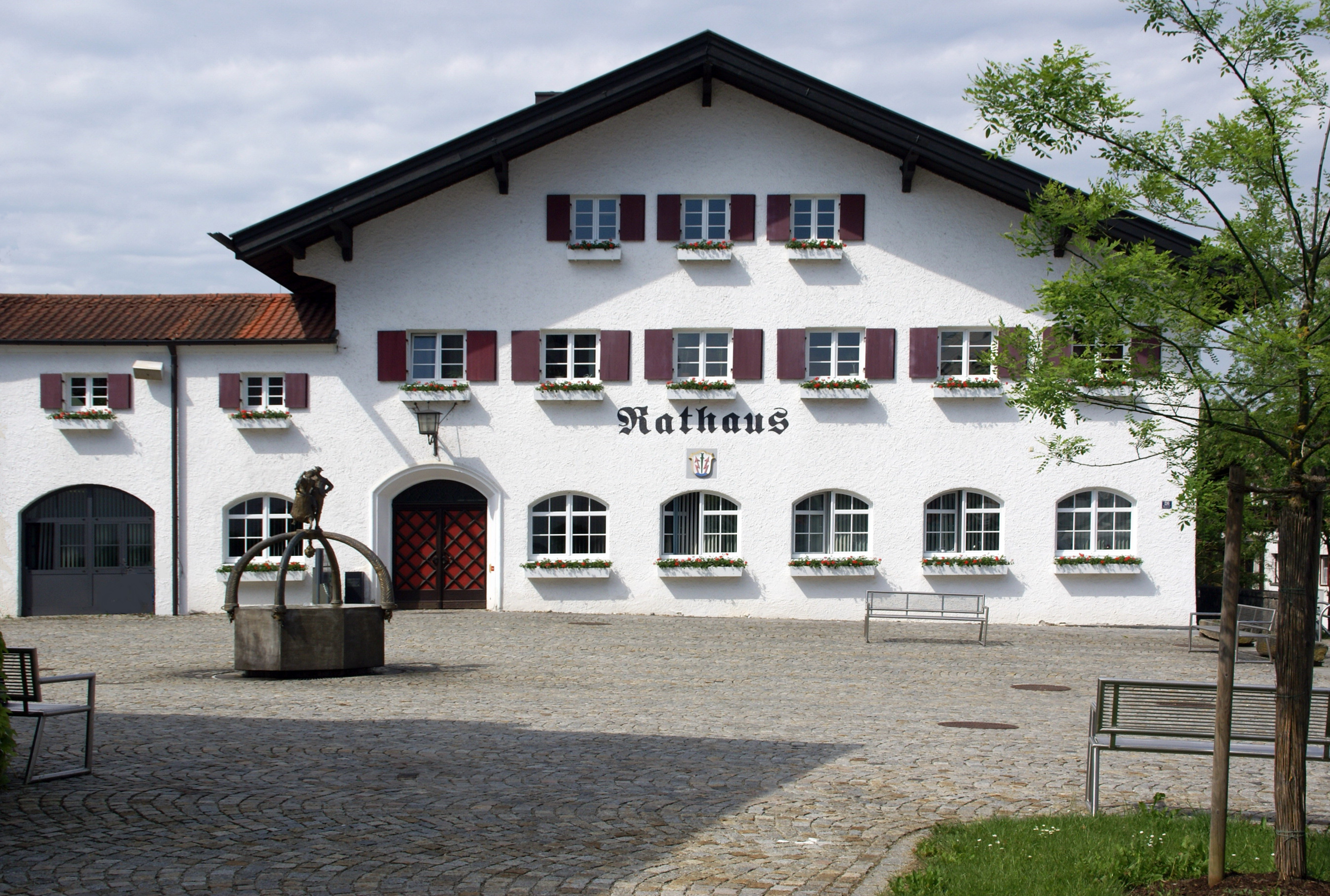
Töging
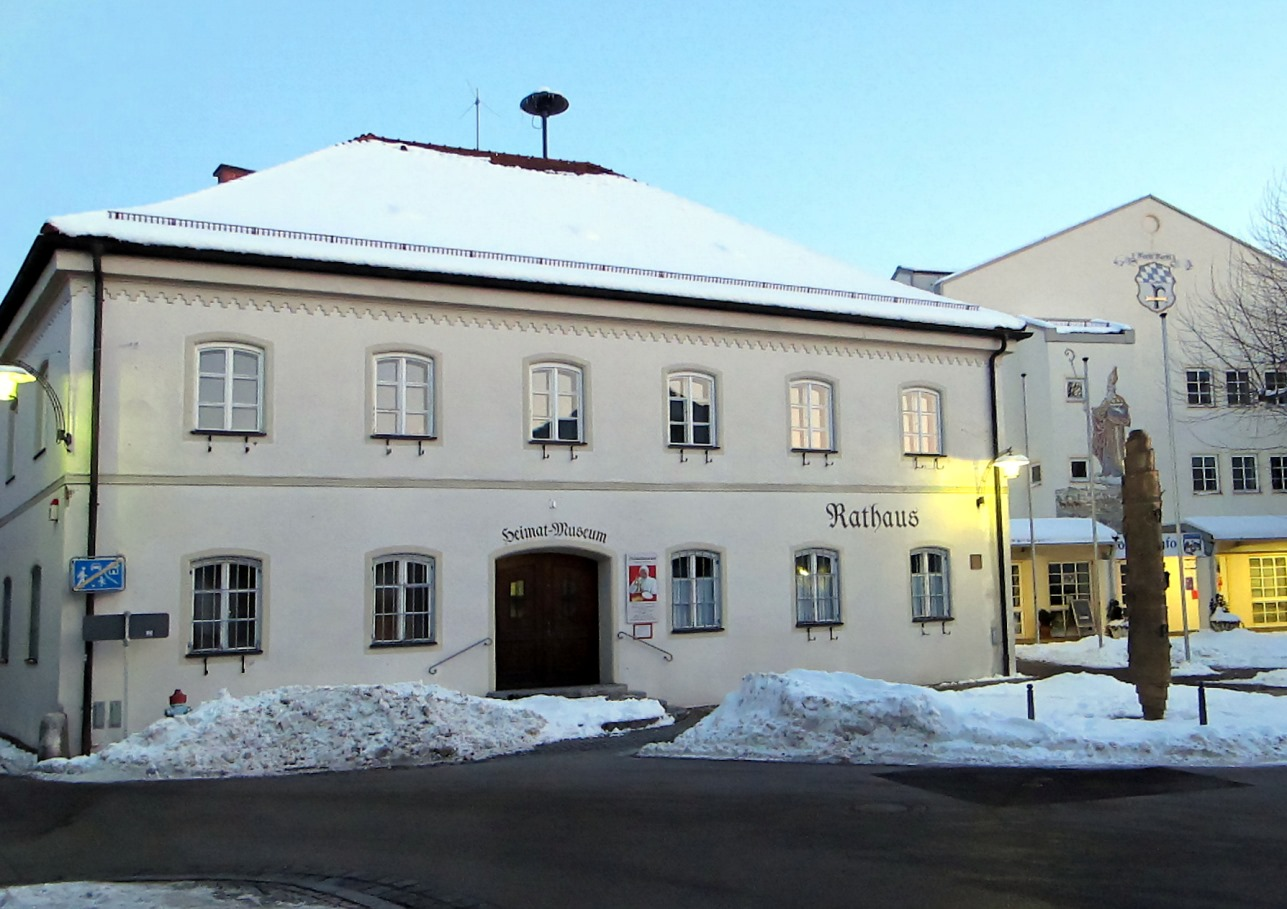
Marktl
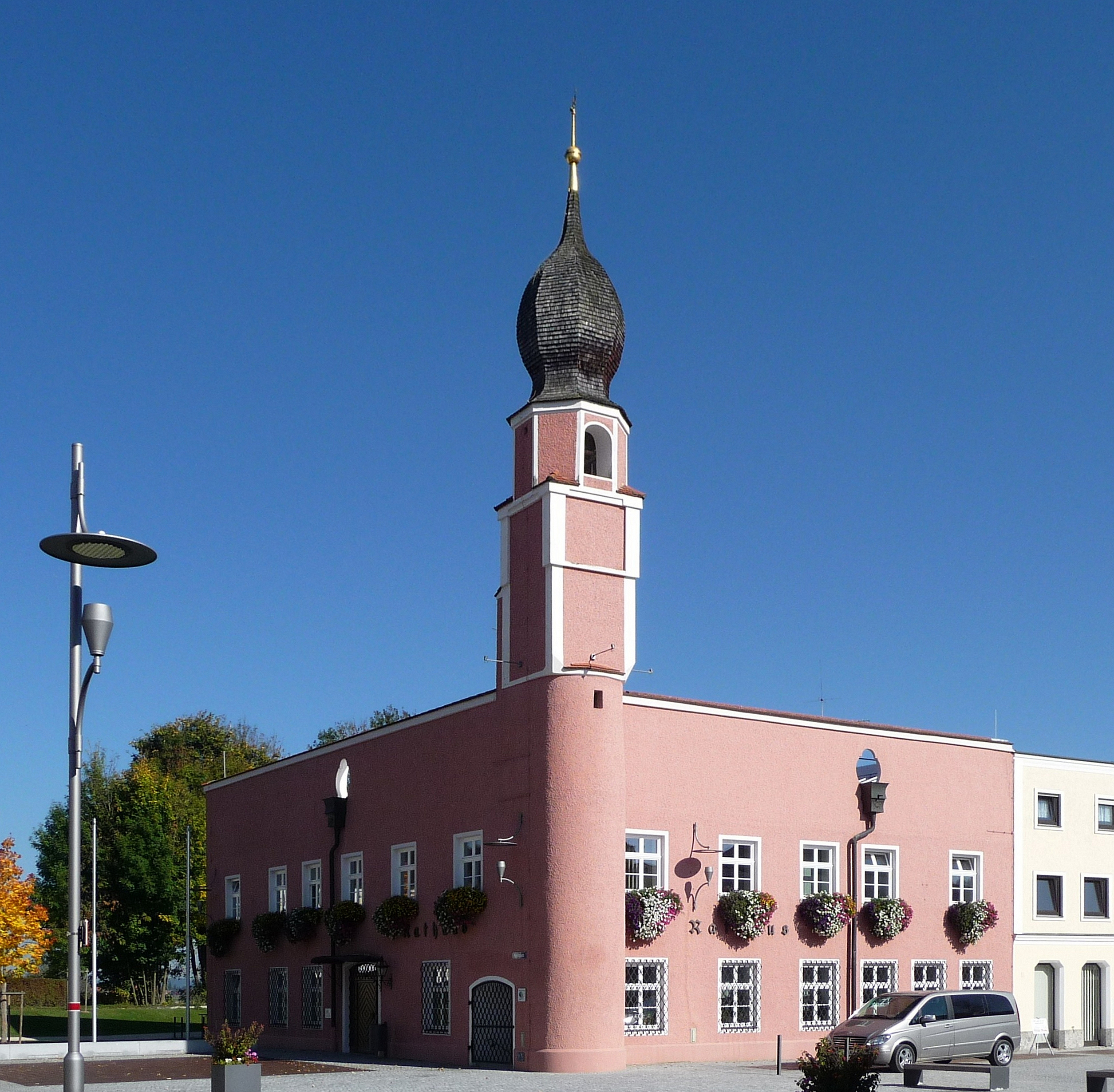
Tüßling

## Népesség
A járás népessége az elmúlt években az alábbi módon változott:
| Lakosok száma | 29 933 | 32 119 | 43 116 | 74 653 | 89 934 | 94 216 | 106 965 | 107 465 | 109 422 | 110 338 |
|               | 1871   | 1885   | 1925   | 1950   | 1970   | 1987   | 2013    | 2014    | 2016    | 2017    |